# PPA (ugovor o otkupu električne energije)
PPA (eng. Power Purchase Agreement), ili Ugovor o otkupu električne energije, jedno je od četiri vrste tržišta električne energije osim kojeg još imamo Spot tržite, Forward and future ugovore i Veleprodajne (Wholesale) ugovore. Pomoću ugovora se određuje kupac, dobavljač, količina, cijena i rok isporuke. To je ugovor između proizvođača - prodavača i kupca električne energije. Ugovori se sklapaju na period od 5 do 20 godina te proizvođača električne energije čine nezavisnim proizvođačem bez posrednika (IPP-indepedent power producer). PPA određuje sve uvjete za prodaju električne energije tako da osigurava neprekidan tok prihoda, a isto tako štiti kupca od iznenađenja mehanizmom kazni protiv kršenja ugovora te uvjeta plaćanja i raskida. Omogućuje da potrošač plaća struju od proizvođača koja se direktno dovodi iz izvora, bez posrednika kao što je gradska mreža, što bi dodatno poskupilo cijenu električne energije.
Svaka zemlja ili skupina zemalja koje zajedno izlaze na tržište imaju određene zakone i norme koji projekt podupiru pomoću otkupa električne energije.      

### Regulativa u EU
Regulativa EU ima 5 ključnih kriterija: 
- obveza javne usluge,
- parametri za izračun cijene otkupa trebaju biti objektivni i transparentni,
- naknada predviđena glavnim dokumentom o otkupu ne bi smjela biti veća od iznosa potrebnog za pokrivanje svih ili dijela troškova koji proizlaze iz obveze javne usluge (ako ona postoji),
- ne bi smjelo biti diskriminacije pri zaključivanju takvog ugovora i
- ako utjecaj na razvoj trgovinske razmjene u EU ne bi bio toliki da je suprotan interesima Unije.

Ovisno o politici i zakonima određuje se koji će se način proizvodnje električne energije poticati, što je bitno za neku zemlju, ili skupinu zemalja, jer na taj način se korak po korak ide ka energetskoj neovisnosti.

### Regulativa u SAD
U SAD-u PPA se regulira pomoću Federalne komisije za energetsku regulaciju FERC - Federal Energy Regulatory Commision s ciljevima:
- promicanje pouzdane, efikasne i održive energije za potrošače
- osiguravanje razumljive stope poreza i uvjeta
- promicanje sigurne i pouzdane infrastrukture
- provođenje usklađenosti pravila FERC-a i federalnog zakona pronalaženjem i odvraćanjem od manipulacije trgovine

### Financiranje
Što se tiče financiranja, najbolja solucija je neregresni način financiranja projekta samostalnih proizvođača energije, jer se svaki pojedinačni ugovor sklapa između maksimalno 2 člana, a ostatak pravila diktira sam ugovor. 

### Upravljanje i mjerenje
Očuvanje i upravljanje elektrane je na odgovornosti prodavača. Prodavač je dužan održavati elektranu redovnim provjerama i servisima. Također mora pravovremeno odgovoriti na potraživanja kupca i osigurati mu potraživanu količinu energije. Ako se dogodi ozbiljniji kvar na elektrani, a uspostavi se da su uzrok kvara neredovite provjere i servisi, prodavač snosi odgovornost plaćanjem kazni koje su određene ugovorom. 

## Vremenska crta ugovora

### Datum stupanja na snagu
U trenutku kad se projekt ostvari, datum stupanja na snagu osigurava da će kupac kupiti električnu energiju koja će biti proizvedena i da proizvođač neće prodati svoj proizvod nikome osim kupcu s kojim je sklopio ugovor.

### Komercijalno upravljanje
Prije nego što prodavač proda kupcu električnu energiju, projekt mora biti kompletno testiran, za osiguranje pouzdanosti u skladu s uhodanom komercijalnom praksom. Datum komercijalnog upravljanja određen je kao datum nakon kojih su sva testiranja i provjere učinjene i to je datum kada prodavač može početi proizvoditi električnu energiju za prodaju. Dan komercijalnog upravljanja također određuje period upravljanja, uključujući datum završetka koji je ugovorom dogovoren.

### Preventivni datum prekida
Datum prekida je ugovorom dogovoren. PPA može biti prekinut zbog izvanrednih okolnosti. Prodavač ima pravo smanjiti opskrbu energijom ako u slučaju izvanrednog stanja u što uključujemo neplanske događaje i prirodne katastrofe. PPA također omogućava kupcu da smanji potraživanje električne energije ako se mijenja cijena električne energije uzrokovana poreznim zahvatima.

## Prodaja

### Određivanje cijene
Električna stopa je dogovorena kao osnovica za PPA. Cijena može biti jedinstvena, eskalirati tokom vremena, ili može biti ispregovarana na bilo koji način ako se u pregovoru obe strane slažu. U regularnim okolnostima, električni regulator će regulirati cijenu. PPA će često određivati koliko energije je očekivano da će dobavljač proizvesti svake godine s bilo kakvim utjecajima koji će imati negativne učinke na stopu električne struje. Sustav je napravljen da motivira prodavača da procjenjuje količinu energije koja će se proizvesti u određenom periodu vremena.

### Računi i plaćanje
PPA također opisuje kako su računi napravljeni i vremenski period odgovora na te račune.